# Station Ezemaal
Station Ezemaal was een spoorwegstation langs spoorlijn 36 (Brussel - Luik) in Ezemaal, een deelgemeente van de stad Landen. Het is nu een stopplaats.

## Treindienst
| Serie | Treinsoort       | Route | Bijzonderheden                                 |
| ----- | ---------------- | --- | ---------------------------------------------- |
| IC 29 | Intercity (NMBS) | [ De Panne – ] Gent-Sint-Pieters – Aalst – Brussel-Zuid – Brussels Airport-Zaventem – Leuven – Ezemaal – Landen | Rijdt in het weekend De Panne - Brussel-Noord. |
| S 9   | GEN (NMBS)       | Landen – Ezemaal – Leuven – Brussel-Schuman – Nijvel                                                            | Rijdt alleen op werkdagen.                     |

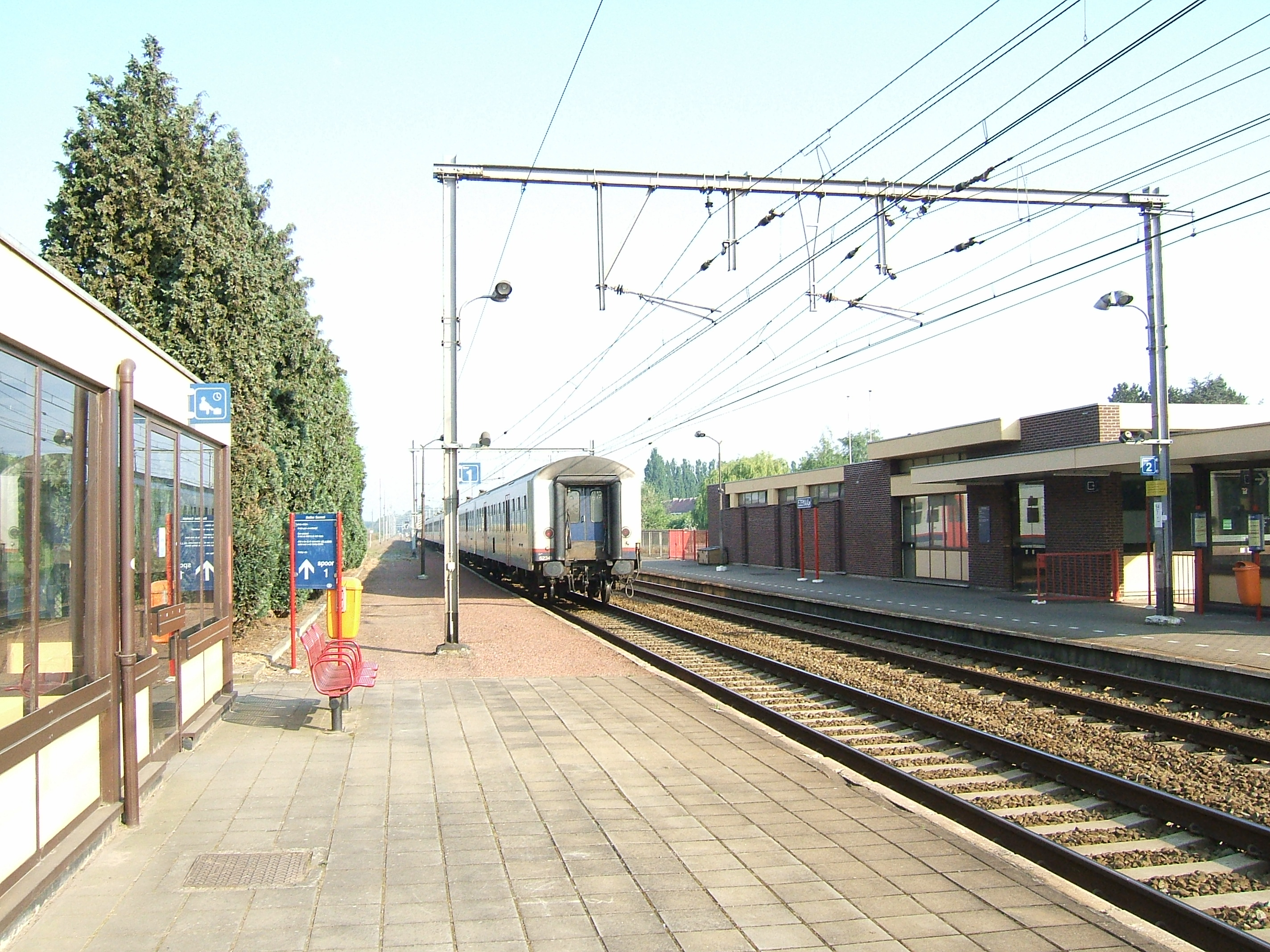
Het station in 2009

## Reizigerstellingen
De grafiek en tabel geven het gemiddeld aantal instappende reizigers weer op een week-, zater- en zondag.
| Tabel: aantal instappende reizigers station Ezemaal | Tabel: aantal instappende reizigers station Ezemaal | Tabel: aantal instappende reizigers station Ezemaal | Tabel: aantal instappende reizigers station Ezemaal |
|                                                     | Weekdag                                             | Zaterdag                                            | Zondag                                              |
| --------------------------------------------------- | --------------------------------------------------- | --------------------------------------------------- | --------------------------------------------------- |
| 1977                                                | 435                                                 | 57                                                  | 29                                                  |
| 1978                                                | 384                                                 | 52                                                  | 85                                                  |
| 1979                                                | 327                                                 | 45                                                  | 39                                                  |
| 1980                                                | 341                                                 | 31                                                  | 26                                                  |
| 1981                                                | 361                                                 | 32                                                  | 30                                                  |
| 1982                                                | 303                                                 | 34                                                  | 30                                                  |
| 1983                                                | 353                                                 | 53                                                  | 38                                                  |
| 1984                                                | 240                                                 | 39                                                  | 36                                                  |
| 1985                                                | 233                                                 | 47                                                  | 45                                                  |
| 1986                                                | 235                                                 | 43                                                  | 20                                                  |
| 1987                                                | 185                                                 | 39                                                  | 39                                                  |
| 1988                                                | 245                                                 | 40                                                  | 35                                                  |
| 1989                                                | 244                                                 | 44                                                  | 23                                                  |
| 1990                                                | 147                                                 | 39                                                  | 24                                                  |
| 1991                                                | 124                                                 | 36                                                  | 19                                                  |
| 1992                                                | 153                                                 | 38                                                  | 21                                                  |
| 1993                                                | 137                                                 | 38                                                  | 21                                                  |
| 1994                                                | 168                                                 | 27                                                  | 12                                                  |
| 1995                                                | 104                                                 | 22                                                  | 15                                                  |
| 1996                                                | 143                                                 | 28                                                  | 22                                                  |
| 1997                                                | 119                                                 | 22                                                  | 17                                                  |
| 1998                                                | 107                                                 | 19                                                  | 12                                                  |
| 1999                                                | 140                                                 | 16                                                  | 10                                                  |
| 2000                                                | 145                                                 | 39                                                  | 26                                                  |
| 2001                                                | 140                                                 | 18                                                  | 9                                                   |
| 2002                                                | 144                                                 | 19                                                  | 20                                                  |
| 2003                                                | 157                                                 | 23                                                  | 18                                                  |
| 2004                                                | 142                                                 | 14                                                  | 12                                                  |
| 2005                                                | 142                                                 | 26                                                  | 10                                                  |
| 2006                                                | 146                                                 | 18                                                  | 19                                                  |
| 2007                                                | 164                                                 | 22                                                  | 18                                                  |
| 2008                                                | -                                                   | -                                                   | -                                                   |
| 2009                                                | 170                                                 | 32                                                  | 17                                                  |
| 2010                                                | -                                                   | -                                                   | -                                                   |
| 2011                                                | -                                                   | -                                                   | -                                                   |
| 2012                                                | 186                                                 | 21                                                  | 17                                                  |
| 2013                                                | 201                                                 | 27                                                  | 23                                                  |
| 2014                                                | 221                                                 | 26                                                  | 25                                                  |
| 2015                                                | 204                                                 | 22                                                  | 40                                                  |
| 2016                                                | 193                                                 | 41                                                  | 23                                                  |
| 2017                                                | 223                                                 | 33                                                  | 34                                                  |
| 2018                                                | 216                                                 | 93                                                  | 90                                                  |
| 2019                                                | 233                                                 | 114                                                 | 81                                                  |
| 2020                                                | 122                                                 | 121                                                 | 96                                                  |
| 2021                                                | -                                                   | -                                                   | -                                                   |
| 2022                                                | 236                                                 | 91                                                  | 48                                                  |
| 2023                                                | 247                                                 | 80                                                  | 72                                                  |
| 2024                                                | 271                                                 | 56                                                  | 57                                                  |

0,0: Brussel-Noord ·
2,4: Schaarbeek ·
5,5: Haren-Zuid ·
7,0: Diegem ·
9,4: Zaventem ·
12,0: Nossegem ·
14,7: Kortenberg ·
16,1: Zavelstraat ·
17,8: Erps-Kwerps ·
19,2: Beisem ·
21,1: Veltem ·
24:0: Herent ·
28,8: Leuven ·
34,1: Korbeek-Lo ·
36,1: Lovenjoel ·
40,0: Vertrijk ·
42,0: Roosbeek ·
44,3: Kumtich ·
47,4: Tienen ·
53,8: Ezemaal ·
57,0: Neerwinden ·
60,7: Landen ·
64,0: Gingelom ·
69,0: Jeuk-Rosoux ·
71,5: Corswarem ·
74,5: Waremme ·
77,2: Bleret ·
79,8: Remicourt ·
83,2: Momalle ·
85,4: Fexhe-le-Haut-Clocher ·
87,8: Voroux-Goreux ·
89,9: Bierset-Awans ·
93,4: Ans ·
94,7: Montegnée ·
97,0: Liège-Haut-Pré ·
99,9: Luik-Guillemins